# György Károlyi

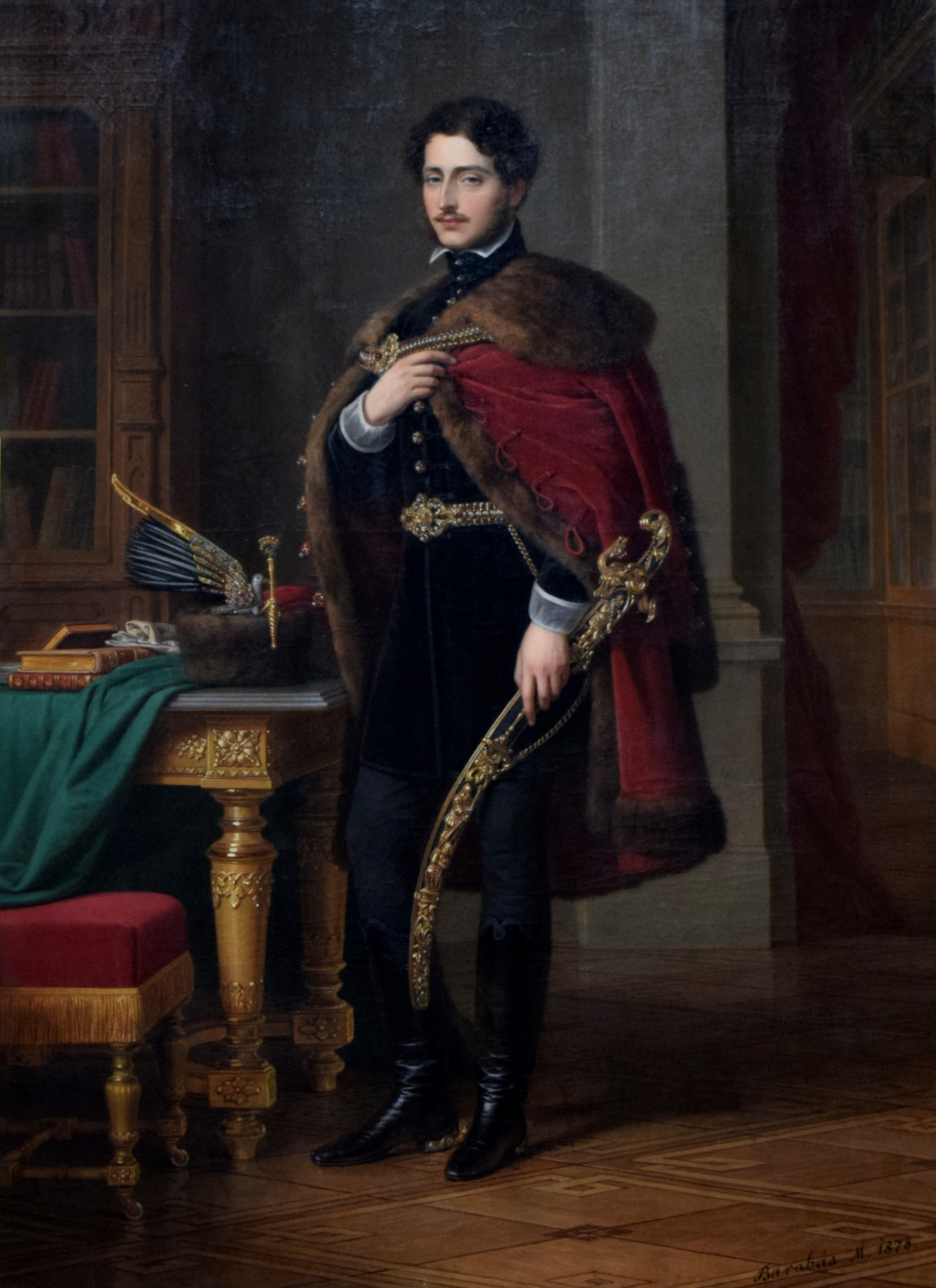
György Károlyi auf einem Gemälde von Miklós Barabás.

György Graf Károlyi von Nagykároly (auch Georg Károlyi, * 28. März 1802 in Wien; † 9. November 1877 in Budapest) war ein ungarischer Politiker, Obergespan und Hofbeamter. Er war Mitgründer der Ungarischen Akademie der Wissenschaften und Obersthofmeister von König Franz Joseph I.

## Leben
Károlyi entstammte einer alten ungarischen Adelsfamilie. Von 1817 bis 1820 studierte er an der Pester Universität Jura und wurde anschließend Soldat in der kaiserlich-königlichen Armee. 1821 wurde er Oberleutnant im Husarenregiment Hessen-Homburg, wo auch István Széchenyi diente, mit dem er sich anfreundete. 1823 trat er aus der Armee aus und kümmerte sich anschließend um die Bewirtschaftung seiner Güter. Im Folgejahr unternahm Károlyi eine größere Reise nach Frankreich und England. 1825 nahm er am ungarischen Landtag in Pozsony teil, wo er zusammen mit Széchenyi die Gründung der Ungarischen Akademie der Wissenschaften (MTA) beschloss, zu der er 40.000 Forint (die Hälfte seines damaligen Jahresverdienstes) beitrug. Am Landtag zur Krönung von Ferdinand V. zum König von Ungarn nahm Károlyi als Gesandter des Komitats Szatmár teil, dessen Obergespan er 1839 wurde. 1841 wurde er auch Obergespan des Komitats Békés und Regierungskommissar für die Regulierung des Maros.
Nach der Ungarischen Revolution 1848/1849, während der er bei Beratungen des revolutionären Landtags teilgenommen hatte, wurde er von einem Kriegsgericht zu einer dreimonatigen Festungshaft und einer Geldstrafe von 150.000 Forint verurteilt. Die Festungshaft wurde ihm jedoch später von Julius von Haynau erlassen. Ab 1867 bis zu seinem Tode diente Károlyi als Obersthofmeister am Hofe von König Franz Joseph I. in Budapest und war damit Leiter des königlichen Hofes und Haushalts.